# Libertas Trogylos Basket 2003-2004
La stagione 2003-2004 della Libertas Trogylos Basket è stata la diciottesima consecutiva disputata in Serie A1 femminile.

## Stagione
La società siracusana si è classificata al settimo posto nel Girone A della prima fase massima serie, per poi classificarsi terza nel Girone C di terza fase e terza nella Poule Salvezza.

## Rosa
| Giocatrici |
| ---------- |

| N° | Naz.               | Ruolo | Sportivo            | Anno | Alt. |  |
| -- | ------------------ | ----- | ------------------- | ---- | ---- |  |
|    | Francia (bandiera) | GA    | Sabrina Palie       | 1981 | 180  |  |
| 4  | Italia (bandiera)  | PG    | Nancy Scozzari      | 1980 | 170  |  |
| 6  | Italia (bandiera)  | P     | Laura Barretta      | 1977 | 165  |  |
| 7  | Italia (bandiera)  | G     | Eleonora Comito     | 1986 | 165  |  |
| 9  | Italia (bandiera)  | P     | Adalgisa Impastato  | 1974 | 178  |  |
| 10 | Italia (bandiera)  | C     | Tania Ferrazza      | 1974 | 196  |  |
| 11 | Cuba (bandiera)    | A     | Tania Seino         | 1973 | 186  |  |
| 12 | Italia (bandiera)  | A     | Azzurra Ermito      | 1983 | 184  |  |
| 13 | Romania (bandiera) | C     | Florina Pașcalău    | 1982 | 193  |  |
| 14 | Italia (bandiera)  | A     | Roberta Meneghel    | 1977 | 182  |  |
| 16 | Italia (bandiera)  | P     | Stefania Filograsso | 1980 | 170  |  |

| Staff tecnico                  |
| ------------------------------ |
| Allenatore: Andrea Petitpierre |

| Giocatrici acquisite a stagione in corso |
| ---------------------------------------- |

| N° | Naz. | Ruolo | Sportivo | Anno | Alt. |  |
| -- | ---- | ----- | -------- | ---- | ---- |  |

| Giocatrici cedute a stagione in corso |
| ------------------------------------- |

| N° | Naz.               | Ruolo | Sportivo                        | Anno | Alt. |  |
| -- | ------------------ | ----- | ------------------------------- | ---- | ---- |  |
| 8  | Israele (bandiera) | GA    | Ornit Shwartz (fino a dicembre) | 1979 | 186  |  |

 Scheda su LegABasketFemminile.it, su legabasketfemminile.dataproject-stats.com. URL consultato il 18 aprile 2022 (archiviato dall'url originale l'8 marzo 2013).